# Mat Herben
Mathieu Herben (Den Haag, 15 juli 1952) is een Nederlands politicus, journalist en voormalig ambtenaar die landelijk bekend werd als woordvoerder, fractievoorzitter en politiek leider van de Lijst Pim Fortuyn (LPF). Van 23 mei 2002 tot 30 november 2006 was hij lid van de Tweede Kamerfractie voor de LPF. In maart 2018 werd hij gemeenteraadslid voor Lokaal Montfoort.

## Jeugd en opleiding
Herben is de vijfde zoon van een chauffeur en later filiaalhouder van een antiekhandel en een Poolse moeder. Hij groeide op in de Molenwijk in het Laakkwartier in Den Haag, en volgde de HBS-A aan het Lodewijk Makeblijde College in Rijswijk. Later deed hij een postacademische opleiding internationale veiligheid aan het Instituut Clingendael.

## Loopbaan voor de politiek
Herben wilde officier verkeersleider worden bij de Koninklijke Luchtmacht, maar werd afgewezen, omdat hij wegens zijn Poolse moeder als chantabel werd beschouwd. Na de HBS werd hij schadecorrespondent bij
Nationale-Nederlanden. Van 1977 tot 1987 was Herben journalist bij het ministerie van Defensie. Vervolgens werd hij journalist bij het tijdschrift Manna van Center Parcs-oprichter Piet Derksen. In 1990 keerde hij naar Defensie terug, nu als hoofdredacteur van de Defensiekrant. Van 1990 tot 1995 was hij recensent klassieke muziek bij het tijdschrift Plus, en in 1995 werd hij algemeen hoofdredacteur bij de directie Voorlichting van het ministerie van Defensie. Hij was onder andere redacteur van Alle Hens (maandblad voor de Koninklijke Marine), van het personeelsblad De Vliegende Hollander (maandblad voor de Koninklijke Luchtmacht) en redacteur van de internetsite.

## Politieke carrière
In 1993 richtte Herben in zijn woonplaats Linschoten de werkgroep Leefbaar Linschoten op als uitvloeisel van zijn strijd voor het behoud van een hoogstamboomgaard. Hij meldde zich aan bij Leefbaar Nederland, maar kreeg geen verkiesbare plaats. Op 20 februari 2002, tien dagen nadat Leefbaar Nederland beoogd lijsttrekker Pim Fortuyn had ontslagen, meldde hij zich per fax aan bij Fortuyn die de Lijst Pim Fortuyn aan het opzetten was. Volgens eigen zeggen deed Herben dat op verzoek van wederzijdse vrienden, dan wel Chris Thunnessen. Hij zag voor zichzelf geen politieke rol weggelegd en ambieerde een carrière als LPF-voorlichter. Nadat Fortuyn op 6 mei 2002 was vermoord overtuigde Peter Langendam Herben ervan dat de LPF door moest gaan. Herben werd nu politiek leider van de partij en werd na de verkiezingen ook de fractievoorzitter. Begin augustus legde hij zijn functies neer, waarna hij werd opgevolgd door Harry Wijnschenk. Deze werd op 16 oktober 2002 uit de LPF gezet waarna Herben zijn functies weer opnam. Hij bleef fractievoorzitter tot 5 oktober 2004. Bij de verkiezingen van 22 januari 2003 was hij lijsttrekker. Bij de Tweede Kamerverkiezingen 2006 stond hij tweede op de kieslijst maar werd niet gekozen.
Herben hield zich in de Tweede Kamer bezig met algemene zaken, defensie-aangelegenheden, internationale veiligheid en luchtvaart, en was ondervoorzitter van de vaste Kamercommissie voor Defensie.
Onder leiding van Herben stemde de LPF in 2002 voor deelname van Nederland aan het Joint Strike Fighter project. Zijn belangstelling voor vliegtuigen bleek datzelfde jaar nogmaals, toen hij, zelf ooit spotter, het opnam voor in Griekenland gearresteerde vliegtuigspotters. Na afloop van zijn Kamerlidmaatschap ontpopte Herben zich als lobbyist voor het JSF-project.
Een van zijn laatste werkzaamheden behelsde de beperking van Brusselse invloed op de Nederlandse regelgeving. In november 2006 diende Herben samen met SGP'er Kees van der Staaij een initiatiefwetsvoorstel hiertoe in, maar toen de LPF na de verkiezingen datzelfde jaar niet meer terugkeerde, nam Van der Staaij deze verdediging op zich. In juni 2009 werd de stemming in de Tweede Kamer uitgesteld, maar in september 2015 stemde de Tweede Kamer hiermee in. In de Eerste Kamer lag de behandeling vervolgens twee jaar stil. Op 9 april 2019 verwierp de Eerste Kamer dit voorstel, na dertien jaar.
Op 18 januari 2018 maakte De Telegraaf bekend dat Herben terug wilde keren in de politiek: de partij Lokaal Montfoort zette hem op de tweede plaats bij de gemeenteraadsverkiezingen van 2018. De verkiezingen waren een succes voor Herben: de partij haalde twee zetels en hij haalde ook nog eens voldoende voorkeursstemmen, waardoor hij lid werd van de gemeenteraad. Op 16 maart 2022 werd dit aantal verdubbeld van twee naar vier zetels waarmee ze de grootste partij werden.

## Persoonlijk
Herben woont in Linschoten (gemeente Montfoort). Hij is rooms-katholiek, vrijmetselaar en is sinds 1975 getrouwd. Het paar heeft een dochter.

## Nevenfuncties
- Voorheen diverse bestuursfuncties bij de Orde van Vrijmetselaren, onder andere voorzitter Haagse Loge Via Lucis (1993-1997)
- Secretaris van de Prof. dr. W.S.P. Fortuyn Stichting (2003-2008).

## Publicaties
- De luchtstrijdkrachten van het Warschaupact en neutraal Europa (samenstelling en redactie, 1982)
- De luchtstrijdkrachten van Azië, Afrika en Latijns-Amerika (samenstelling en redactie, 1983)
- Via Lucis : vijftig jaar vrijmetselarij : werken in licht en steen (eindredactie, 1997)
- Pim zou in zijn nopjes zijn geweest (2002) ISBN 90-73188-91-1
- Vrij denken over religie, politiek en vrijmetselarij (2005) ISBN 90-6271-005-0

## Trivia
- Herbens hobby's en interesses omvatten klassieke muziek, lezen (levensbeschouwelijke onderwerpen), de natuur, vliegtuigspotten en de vrijmetselarij.
- In de Kopspijkers-uitzending van 25 mei 2002 werd Herben gepersifleerd door Paul Groot. In 2004 was hij met Miranda van Kralingen te gast in Villa Felderhof. Voorjaar 2006 deed hij twee uitzendingen mee aan het televisieprogramma De Slimste.
- In november 2003 riepen premier Jan Peter Balkenende en minister van Justitie Piet Hein Donner op het aantal satires over het koningshuis te beperken.[13] Tijdens het vragenuurtje op 11 november 2003 zette Herben aan de interruptiemicrofoon een rode clownsneus op en vroeg of hier nu sprake was van verloedering. Door premier Balkenende werd hij vervolgens gecomplimenteerd met zijn neus.[14]
- In de dramaserie Het jaar van Fortuyn wordt de rol van Mat Herben vertolkt door Fedja van Huêt. Zijn personage fungeert ook als verteller die de vierde muur doorbreekt.